# Mařeničky
Mařeničky (německy Kleinmergthal) je malá vesnice, část obce Mařenice v okrese Česká Lípa. Nachází se asi 1 km na jihozápad od Mařenic. Je zde evidováno 33 adres. Trvale zde žije 24 obyvatel.
Mařeničky je také název katastrálního území o rozloze 2,27 km2.

## Příroda
Vesnička je zařazena do krajiny podhůří Lužických hor. Na jejím východním okraji je chráněné území Rašeliniště Mařeničky. V severní části obce je památný strom - javor.

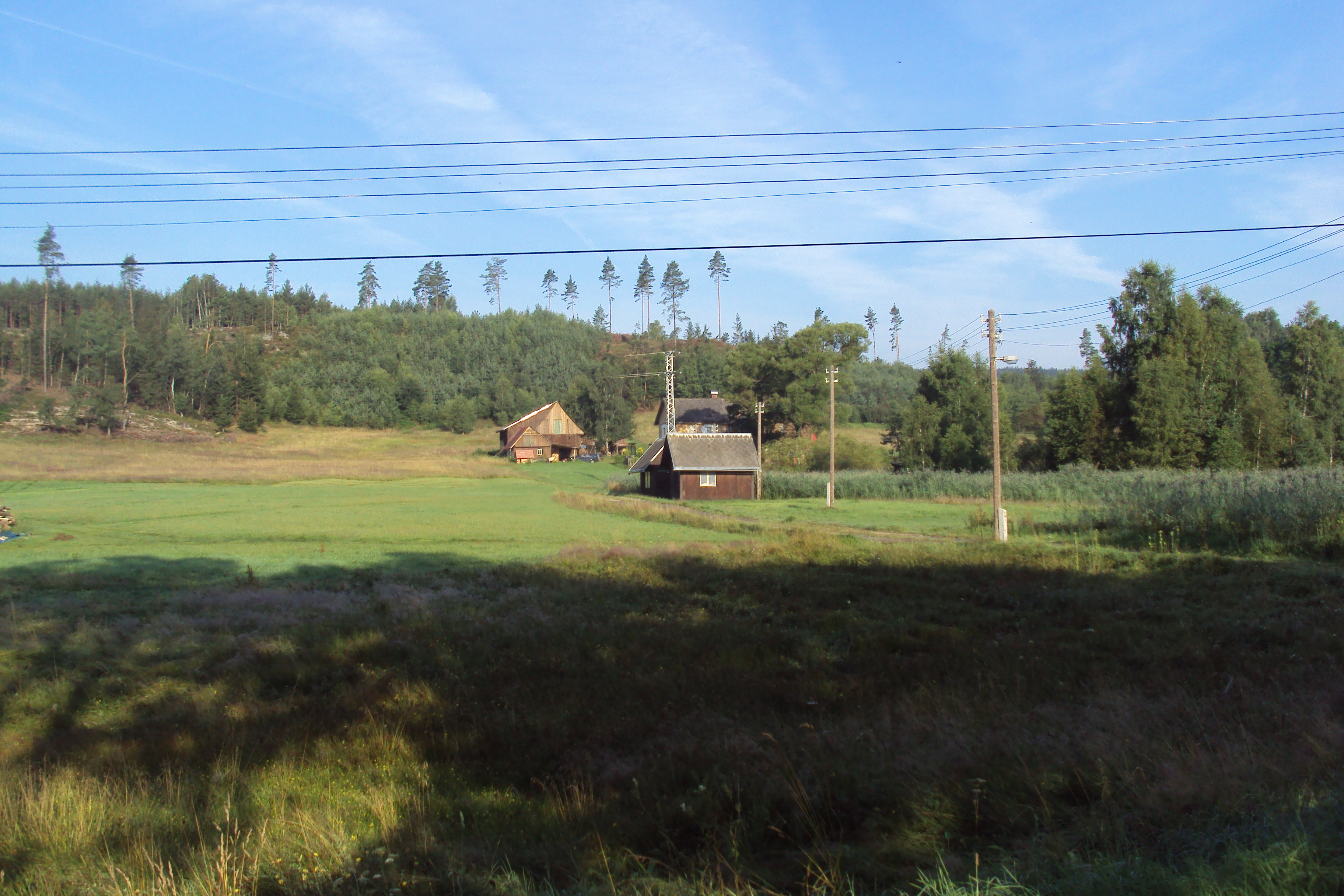
Západní část obce

## Vodstvo
Obcí protéká od severu k jihu zde potok, později říčka Svitavka. Při povodních roku 2010 strhla jeden z mostů na silnici od obce Kunratice u Cvikova. Stát ze svých rezerv obci postavil provizorní kovový most. Ze Svitavky odtud vede lesem kanál, napájející svými vodami Horní a Spodní rybník (na katastru Kunratic).

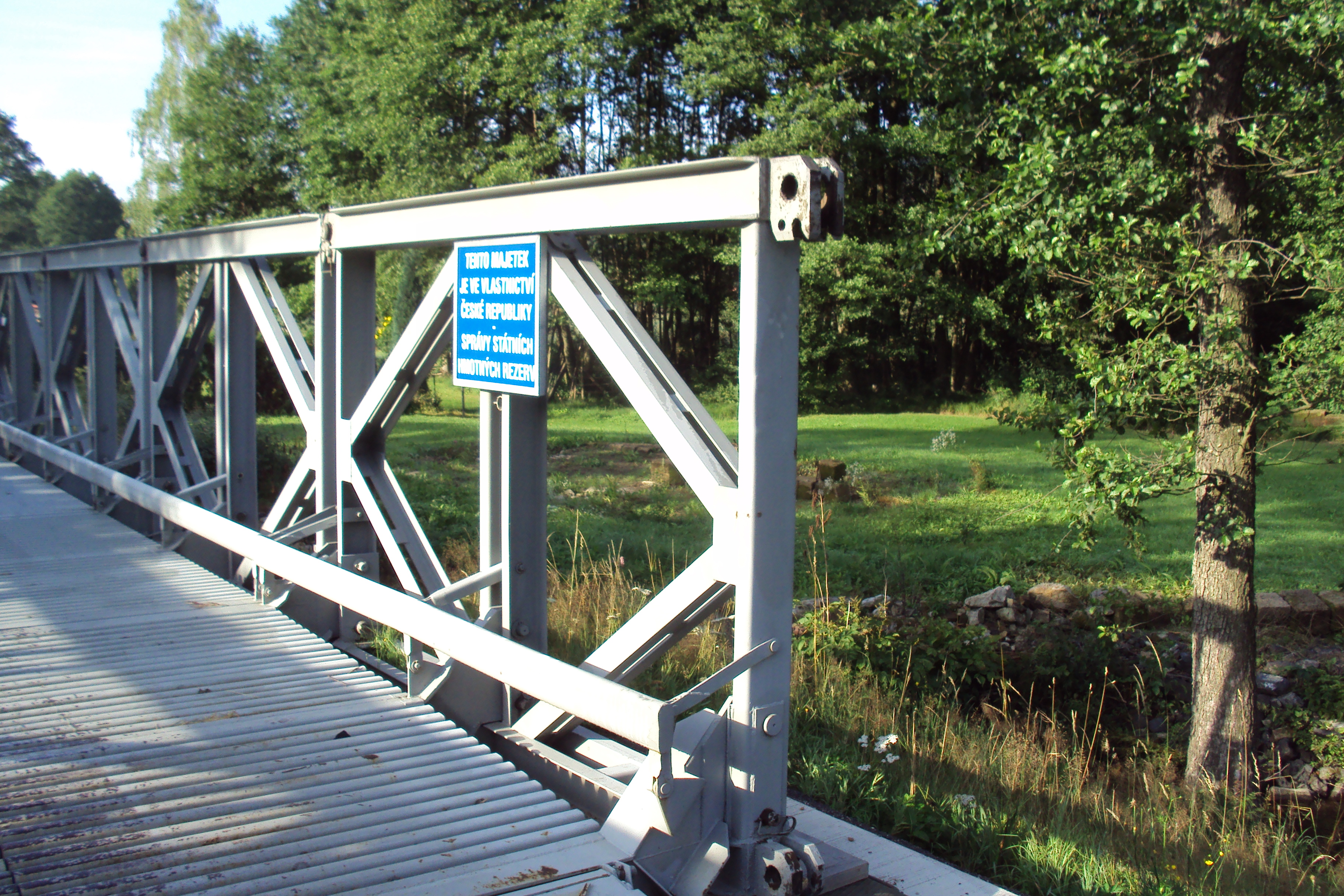
Most ze státních rezerv

## Cestovní ruch
Od východu vesničku přetíná žlutě značená turistická trasa z Jablonného v Podještědí, která končí západně v nedaleké vsi Trávník. Severojižním směrem obcí prochází silnice z Kunratic na jihu do Mařenic na severu.